# Parkuj i jedź

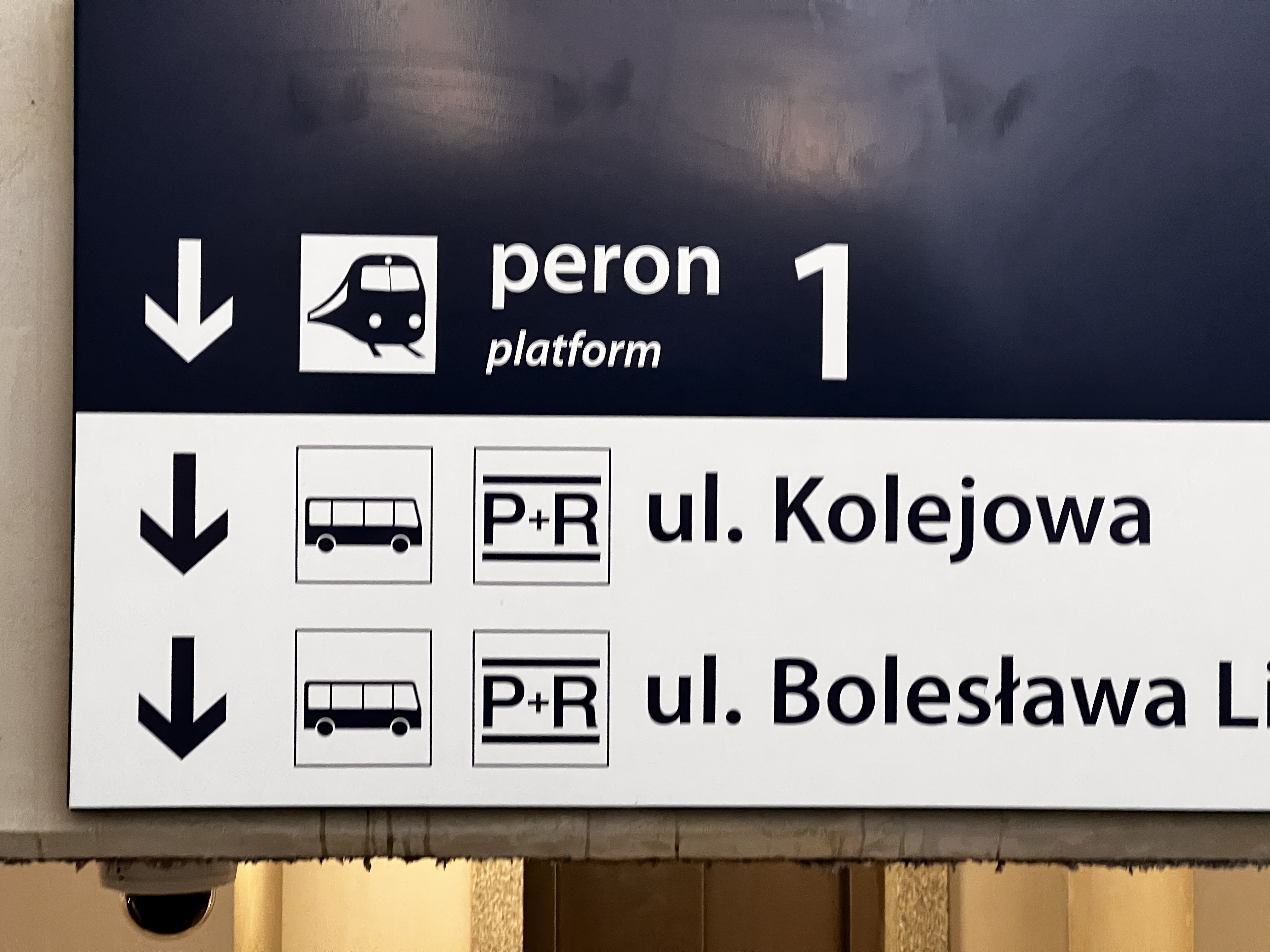
Znak informacyjny P&R na stacji kolejowej w Dąbrowie Górniczej

Parkuj i Jedź (ang. Park & Ride, P&R, P+R) – parking zlokalizowany w pobliżu peryferyjnych przystanków przeznaczony dla osób korzystających z publicznego transportu zbiorowego. Kierowcy pozostawiają swoje pojazdy w wyznaczonych miejscach, przesiadają się do komunikacji zbiorowej i w ten sposób kontynuują drogę do centrum miasta.
Pierwsze parkingi tego typu pojawiły się w latach 60. XX wieku w Wielkiej Brytanii.
W Szwecji wprowadzono podatek na korzyść bezpłatnego lub taniego parkowania płaconego przez pracodawców. W Pradze parkingi P&R powstały w pobliżu niektórych stacji metra i stacji kolejowych (17 w pobliżu 12 stacji metra i 3 stacji kolejowych w 2011).